# Dolní Krč
Dolní Krč (německy Unter-Krtsch) je bývalá ves a katastrální území Prahy; po roce 1948 byla sloučena s Horní Krčí do k. ú. Krč. Její území se rozkládalo v západní a střední části Krče, včetně severního výběžku až k nuselskému katastru s domy podél ulic Dolnokrčská, Krčská a V Podzámčí, kde se nacházel Obecní úřad a škola. Obě budovy včetně centra obce u zámeckého parku byly zbořeny roku 1979 při výstavbě Jižní spojky.

## Historie
První zmínky o Krči pocházejí z počátku 13. století a původně se mělo jednat pouze o jednu ves. V době husitských válek kolem roku 1420 se obou Krčí zmocnili Pražané. Roku 1620 je Dolní Krč uváděna jako „Nová Krč“. O osm let později ji získal klášter obutých karmelitánů u svatého Havla. Po zrušení kláštera roku 1786 připadla náboženskému fondu, od něj pak statek roku 1795 koupil Jan Geyer z Ehrenberku. Po roce 1880 koupil statek a zámek Tomáš Welz, jehož potomkům byl roku 1948 zabaven.
Roku 1900 příslušela Dolní Krč k nuselskému okresu a měla 1354 obyvatel, po připojení k Praze roku 1922 se stala částí Prahy XIV a roku 1949 připadla část k.ú. Krč v místech bývalé Dolní Krče k Praze 15. Od roku 1960 je zahrnuta do městské části Praha 4.

### Stavby
Na území Dolní Krče bylo v době před jejím sloučením s Horní Krčí do k.ú Krč postaveno několik zajímavých staveb. Bývaly zde také dvě cihelny – vrchnostenská cihelna v severozápadní části obce přibližně mezi ulicemi Dolnokrčská, Na Staré vinici a Na dvorcích (zbořena 1875) a cihelna Vladimíra Cejpa v ulici Na Strži (zbořena).
- Krčský zámek – postaven na místě dolnokrčské tvrze probošta u svatého Víta v Praze z roku 1293[1]
- Kaple svatého Havla – ve východní části areálu zámku (zbořeno)
- Krčský hřbitov (Pohřebiště Nusle) – založen v polovině 19. století na náklady obce Michle v severní části v místech zvaných „Zelená liška“
- Krčský pivovar – založen do 1. poloviny v 18. století v jihozápadní části areálu zámku. Koncem 50. let 20. století zbořen při stavbě nového krčského nádraží.
- nádraží Praha-Krč (1882) – původní nádraží stálo východně od křižovatky ulic U Krčského nádraží a U Společenské zahrady poblíž železničního podchodu. Postaveno bylo spolu s železniční tratí z Nuslí do Modřan, později prodloužené do Čerčan a Dobříše. Roku 1964 bylo přesunuto západním směrem a budovy zbořeny.
- Ryšánka – hospodářská usedlost, původně nazývaná Na Vinici
- Habrovka – hospodářská usedlost, ulice U Habrovky
- kaple svaté Anny (1859) – u křižovatky ulic Bránická a Dolnokrčská[3]
- Sokol Krč – v ulici Za Obecním úřadem
- Šimsovo sanatorium (1901) – jihozápadně od zaniklého starého nádraží Praha-Krč
- Lesní divadlo Krč (1913–1958) – lokalita Velký háj, u jižní části Šimsova sanatoria
- Krčská vodárenská věž (1912) – v trojúhelníku ulic U Krčské vodárny, Ševce Matouše a Zachova. Vodou zásobovala Dolní i Horní Krč; zbořena ve 30. letech 20. století po napojení obou Krčí na pražský vodovod[4]
- Vila Kamila (1913) – v ulici U Kola čp. 173. Vila spisovatele Antala Staška.
- Kostel svatého Františka z Assisi (1941) – v ulici U Habrovky
- Společenská zahrada v Krči – v ulici U Krčského nádraží